# فيرجينيا سكوايرز
فيرجينيا سكوايرز هو فريق كرة سلة أمريكي أٌسس عام 1967.